# Vereinigung Cockpit
Die Vereinigung Cockpit ist ein Verband für Verkehrsflugzeugführer und Flugingenieure in Deutschland mit Sitz in Frankfurt am Main.
Der Verein wurde am 15. März 1969 von einer Gruppe Piloten um Hans Dieter Gades als Berufsverband gegründet. Bis zum Jahr 2000 existierte eine Tarifgemeinschaft mit der Deutschen Angestellten Gewerkschaft (DAG). Die DAG verhandelte somit die Tarife für die in der Vereinigung Cockpit organisierten Piloten. Nachdem die DAG in der Gewerkschaft ver.di aufging, wurde die Vereinigung Cockpit tarifpolitisch selbständig und ist seit 2000 auch als Gewerkschaft tätig. Seit Juni 2022 ist VC Mitglied im DBB Beamtenbund und Tarifunion.
Der Verein verfolgt berufs- und tarifpolitische Interessen. Er ist von nahezu allen deutschen Fluggesellschaften als Gewerkschaft, also Tarifpartner für die Piloten anerkannt. Im Arbeitsrecht ist die Vereinigung Cockpit eine typische Funktionselite.
Er befasst sich aber in seinen Arbeitsgruppen auch mit Grundsatzthemen wie Flugsicherheit. Er bewertet beispielsweise jährlich in einer Mängelliste die deutschen Flughäfen in Bezug auf ihre Sicherheit.
International tätig ist die VC über die Mitgliedschaft in der IFALPA, dem internationalen Dachverband der Pilotenorganisationen, und in der European Cockpit Association (ECA), dem europäischen Interessenverband der Piloten, Cockpitbesatzungen und Flugingenieure.
Die Mitglieder des Verbands werden durch das Online-Magazin VCInfo und die Waypoints regelmäßig über die tarifliche und berufspolitische Arbeit der Organisation informiert.